# 奧沙拉龍屬
奧沙拉龍屬是獸腳亞目棘龍科恐龍的一屬，生存於白堊紀时期的南美洲。奧沙拉龍是目前在巴西發現的最大型獸腳類恐龍，被認為關係較接近於非洲的棘龍科，而與巴西當地的棘龍科關係較遠。
正模標本（編號MN 6117-V）是一個癒合的前上頜骨，來自於一個非常大型的個體；還發現一個不完整的左上頜骨（編號MN 6119-V）化石。這些化石都是在2004年發現於巴西東北部馬拉尼昂州的Cajual島，屬於伊塔佩庫鲁群（Itapecuru Group）的阿爾坎塔拉組（Alcantara Formation），地質年代約9800萬年前，相當於森諾曼階早期。當地除了發現這兩個標本，之前還發現許多棘龍科的牙齒與破碎骨頭。
2018年9月初，存放正模標本的巴西國家博物館發生大規模的火災，館內將近九成的藏品可能都遭到焚毀，而奧沙拉龍的正模標本——也是這種恐龍迄今唯一被發現的化石——就是其一。
在2011年，亞歷山大·克爾納（Alexander Kellner）等人將這兩個標本進行敘述、命名，模式種是歌倫波奧沙拉龍（O. quilombensis）。屬名是以西非約魯巴人的神祇「Oxalá」為名，巴西東北部有許多約魯巴人的後代；種名則是以巴西的地名歌倫波（Quilombo）為名，歌倫波是非洲黑人奴隸逃脫後建立的社區，Cajual島也是歌倫波之一。

## 體徵

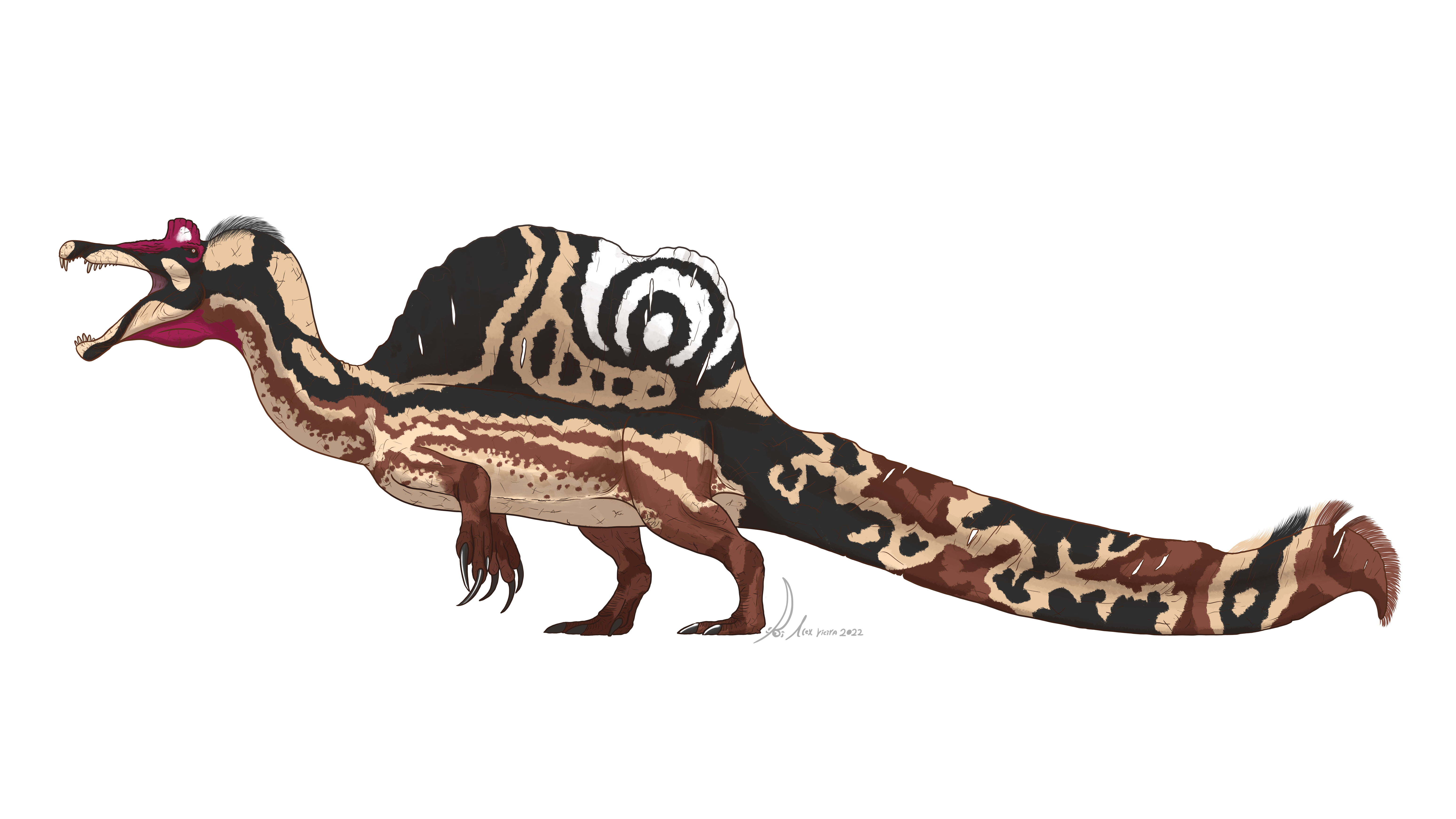
參考近親棘龍繪製的奧沙拉龍想像圖

奧沙拉龍和人類的體型比較

正模標本是一個前上頜骨，長度為20.1公分，寬度為11.5公分。研究人員估計，吻突的生前寬度約為12.6公分，高度約為10.3公分。每邊前上頜骨已發現七顆牙齒。第一顆牙齒相當小，第二、第三顆牙齒最大型。由於所有牙齒的齒冠斷裂，無法得知牙齒的詳細外形。吻突的第三、第四顆牙齒段落較寬，後方的第六、第七顆牙齒段落較窄。這種吻突形狀、牙齒大小的排列方式，段落可以咬住易滑的魚類身體。
另一塊不完整的左上頜骨，長度則約12公分長。
研究人員估計，奧沙拉龍的頭顱骨長度約為1.35公尺，而完整身長約為12到14公尺，體重約5到7公噸。奧沙拉龍是目前巴西的最大型獸腳類恐龍，也是第八個被命名的巴西獸腳類恐龍。

## 種系發生學
亞歷山大·克爾納等人命名奧沙拉龍時，將牠們歸類於棘龍科的棘龍亞科，他們並發現奧沙拉龍的親緣關係較接近於非洲的棘龍科，而與巴西當地的棘龍科關係較遠。
|  | 重爪龍 |
|  |        |
|  | 似鱷龍 |
|  |        |
|  | 脊飾龍 |
|  |        |

|  | 激龍 (=? 崇高龍)                                        |
|  |                                                         |
|  | 奧沙拉龍                                                |
|  |                                                         |
|  | \| \| 埃及棘龍 \| \| \| \| \| \| 摩洛哥棘龍 \| \| \| \| |
|  |                                                         |
|  | 埃及棘龍                                                |
|  |                                                         |
|  | 摩洛哥棘龍                                              |
|  |                                                         |

|  | 埃及棘龍   |
|  |            |
|  | 摩洛哥棘龍 |
|  |            |

|  | 重爪龍 |
|  |        |
|  | 似鱷龍 |
|  |        |
|  | 脊飾龍 |
|  |        |

|  | 激龍 (=? 崇高龍)                                        |
|  |                                                         |
|  | 奧沙拉龍                                                |
|  |                                                         |
|  | \| \| 埃及棘龍 \| \| \| \| \| \| 摩洛哥棘龍 \| \| \| \| |
|  |                                                         |
|  | 埃及棘龍                                                |
|  |                                                         |
|  | 摩洛哥棘龍                                              |
|  |                                                         |

|  | 埃及棘龍   |
|  |            |
|  | 摩洛哥棘龍 |
|  |            |